# کنگره ملی برزیل
کنگره ملی برزیل (به پرتغالی: Congresso Nacional do Brasil) نهاد قانون‌گذاری دولت فدرال برزیل است. برخلاف مجامع قانون‌گذاری ایالتی و اتاق‌های شهرداری، کنگره برزیل دو مجلسی می‌باشد که شامل سنای فدرال (مجلس علیا) و مجلس نمایندگان (مجلس سفلا) تشکیل شده‌است. کنگره هر ساله از ۲ فوریه تا ۲۲ دسامبر در برازیلیا تشکیل جلسه می‌دهد و یک وقفه میان ترمی از ۱۷ ژوئیه تا ۱ اوت برگزار می‌شود.

## نگارخانه

### ساختمان کنگره ملی

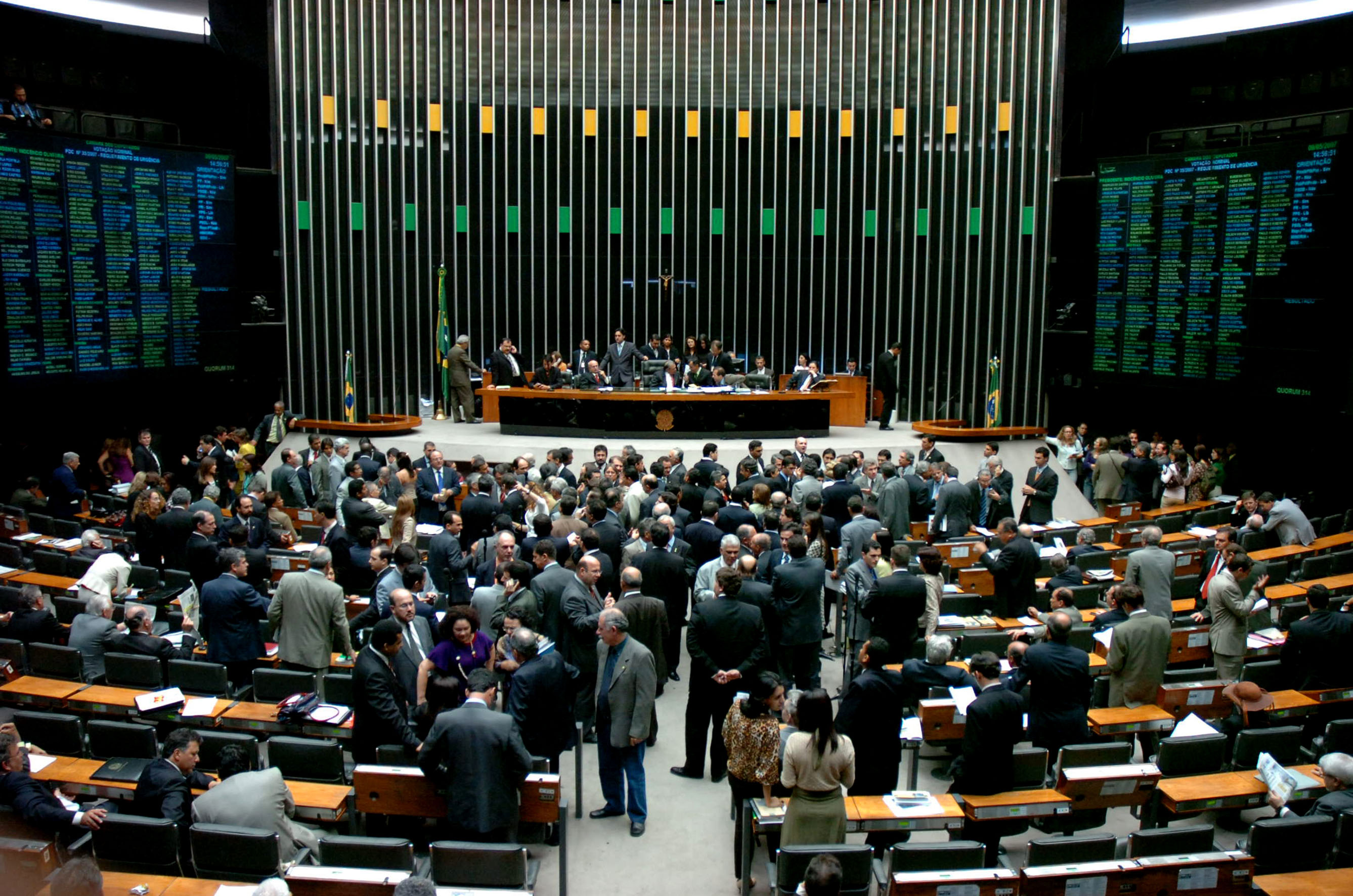
اتاق نمایندگان
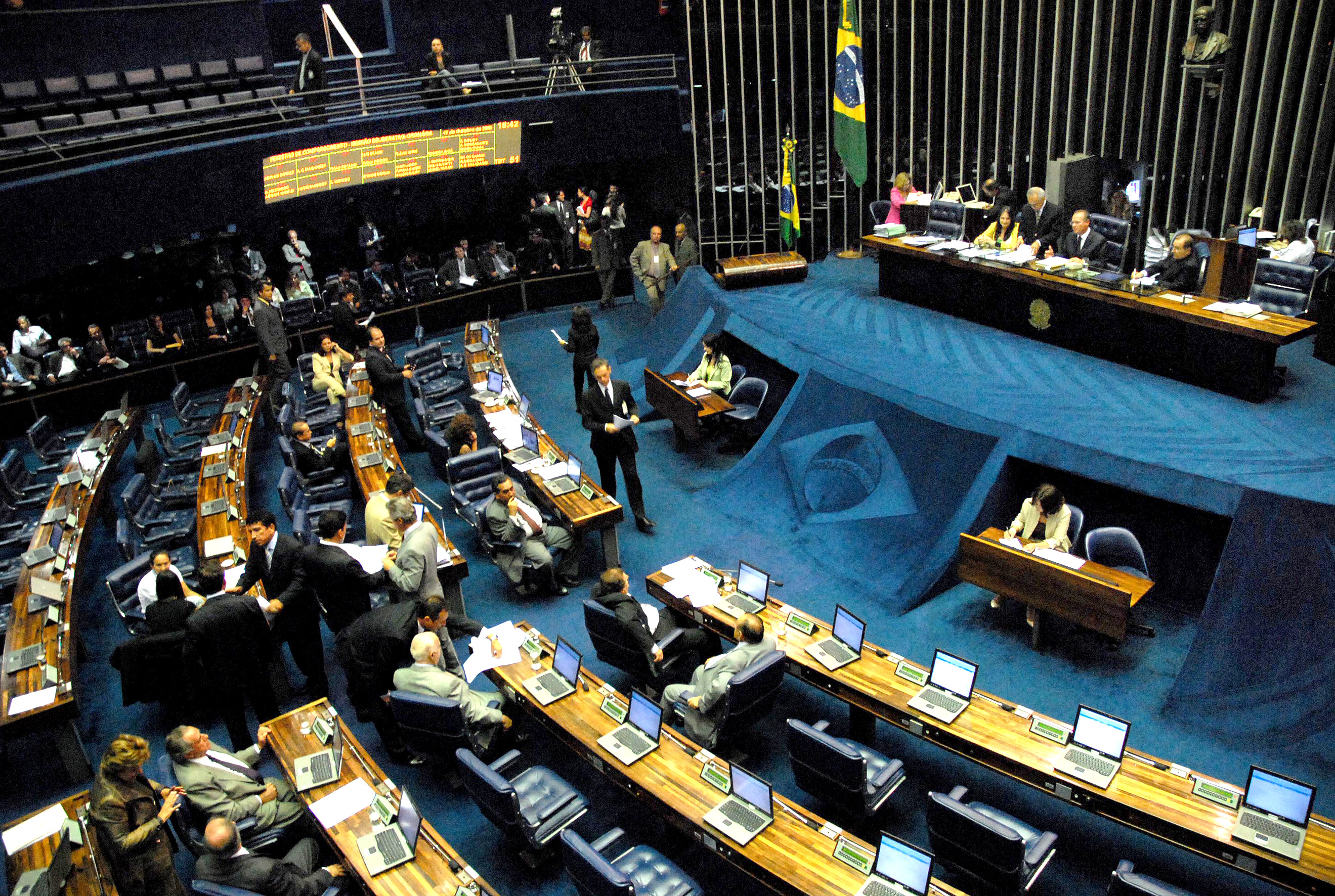
سنای فدرال
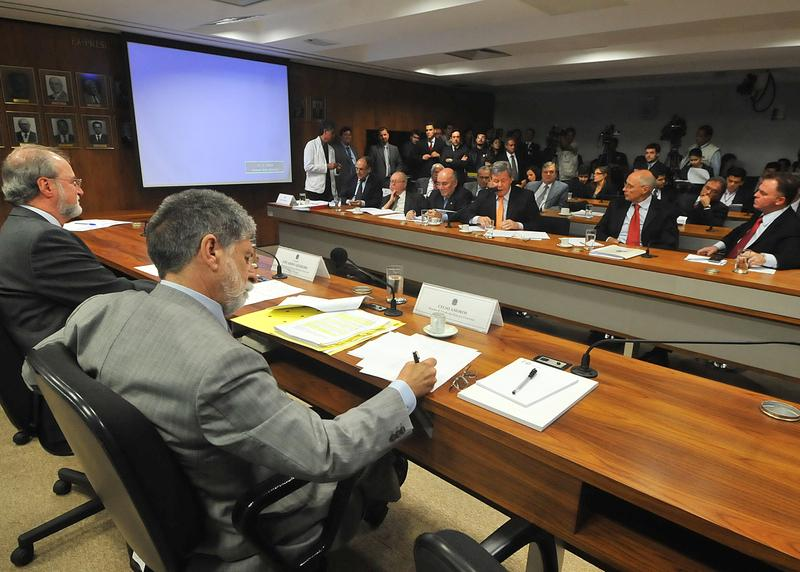
اتاق کمیته
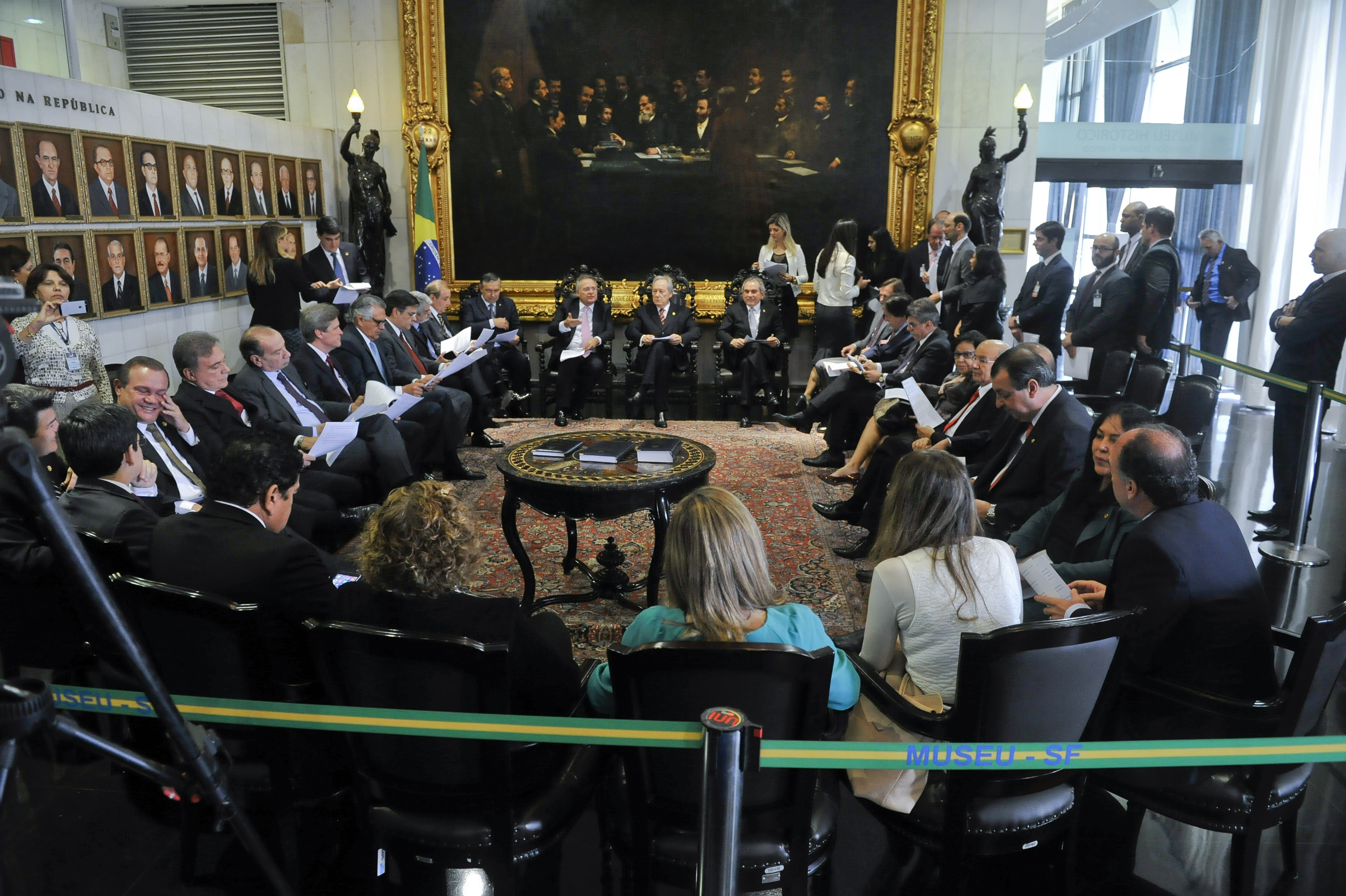
اتاق نجیب سنا
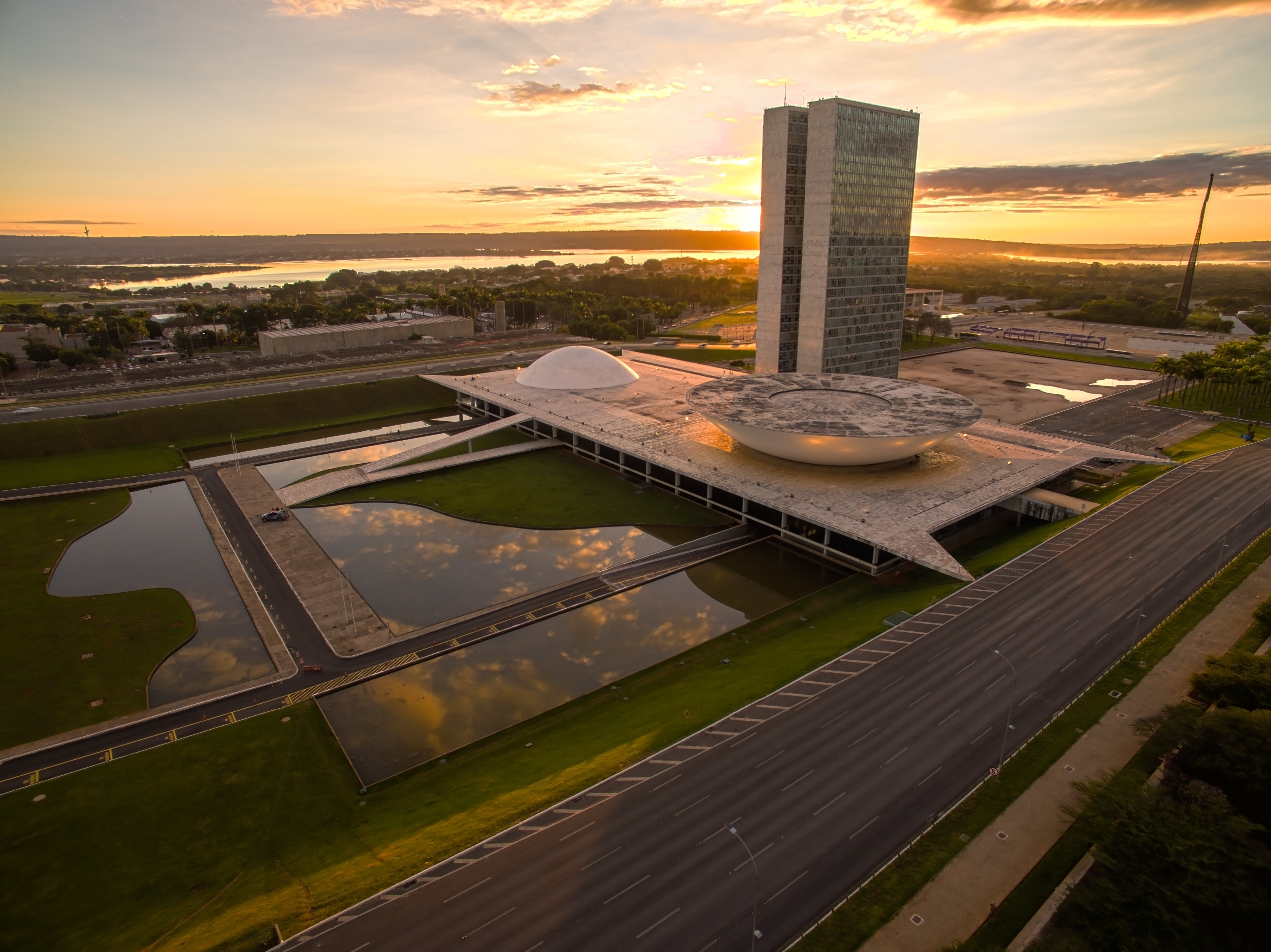
نمای هوایی
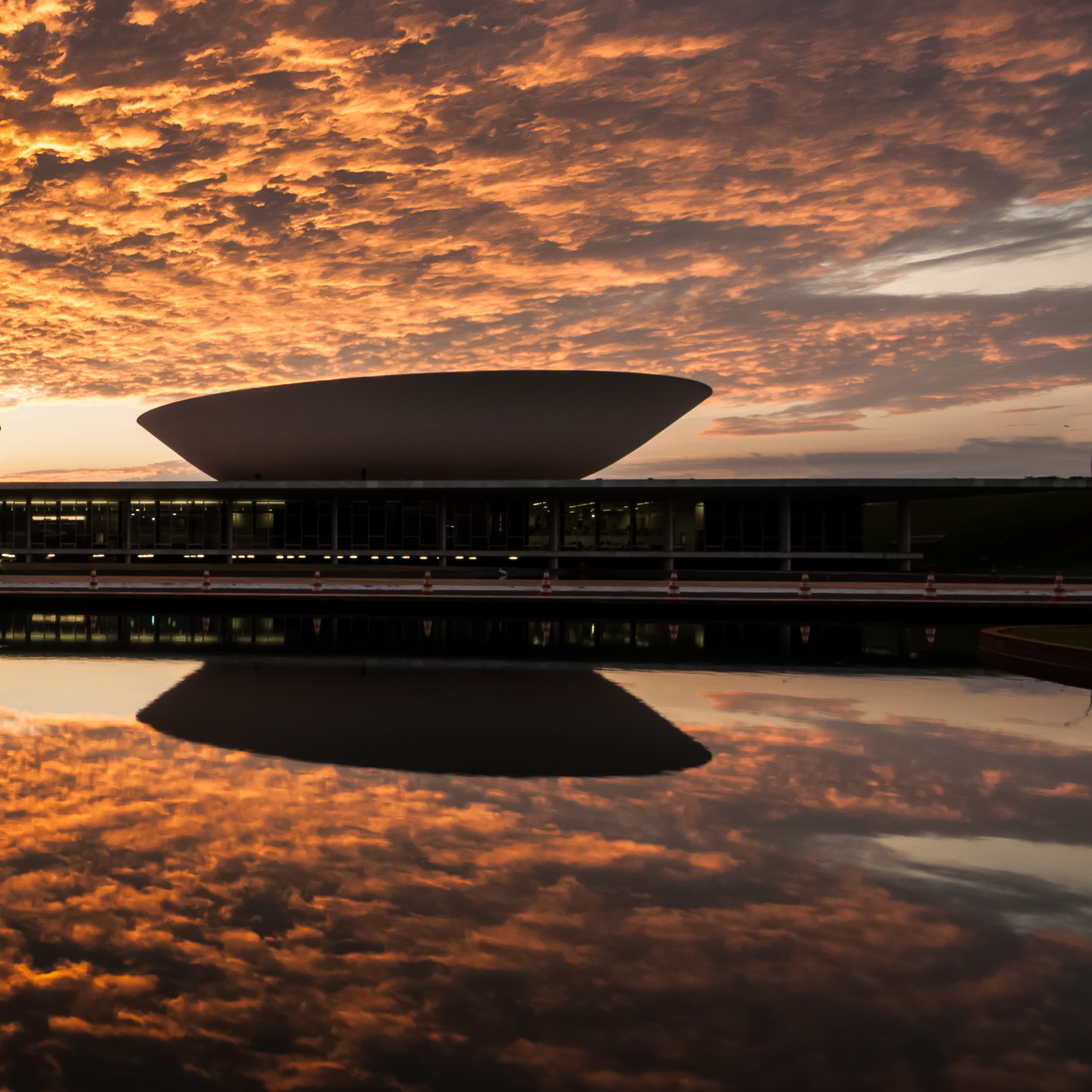
نمای بیرونی اتاق نمایندگان
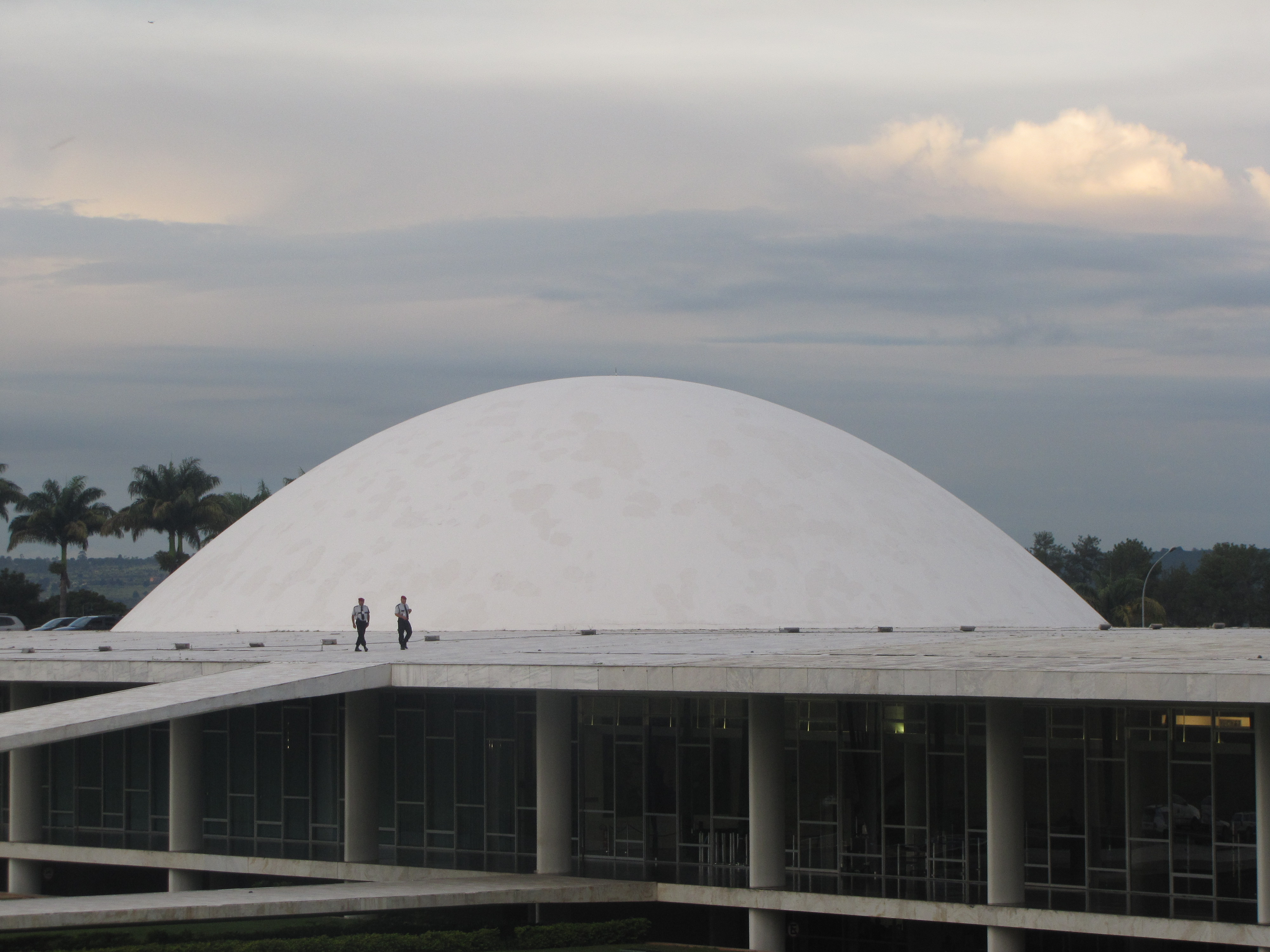
نمای بیرونی اتاق سنا
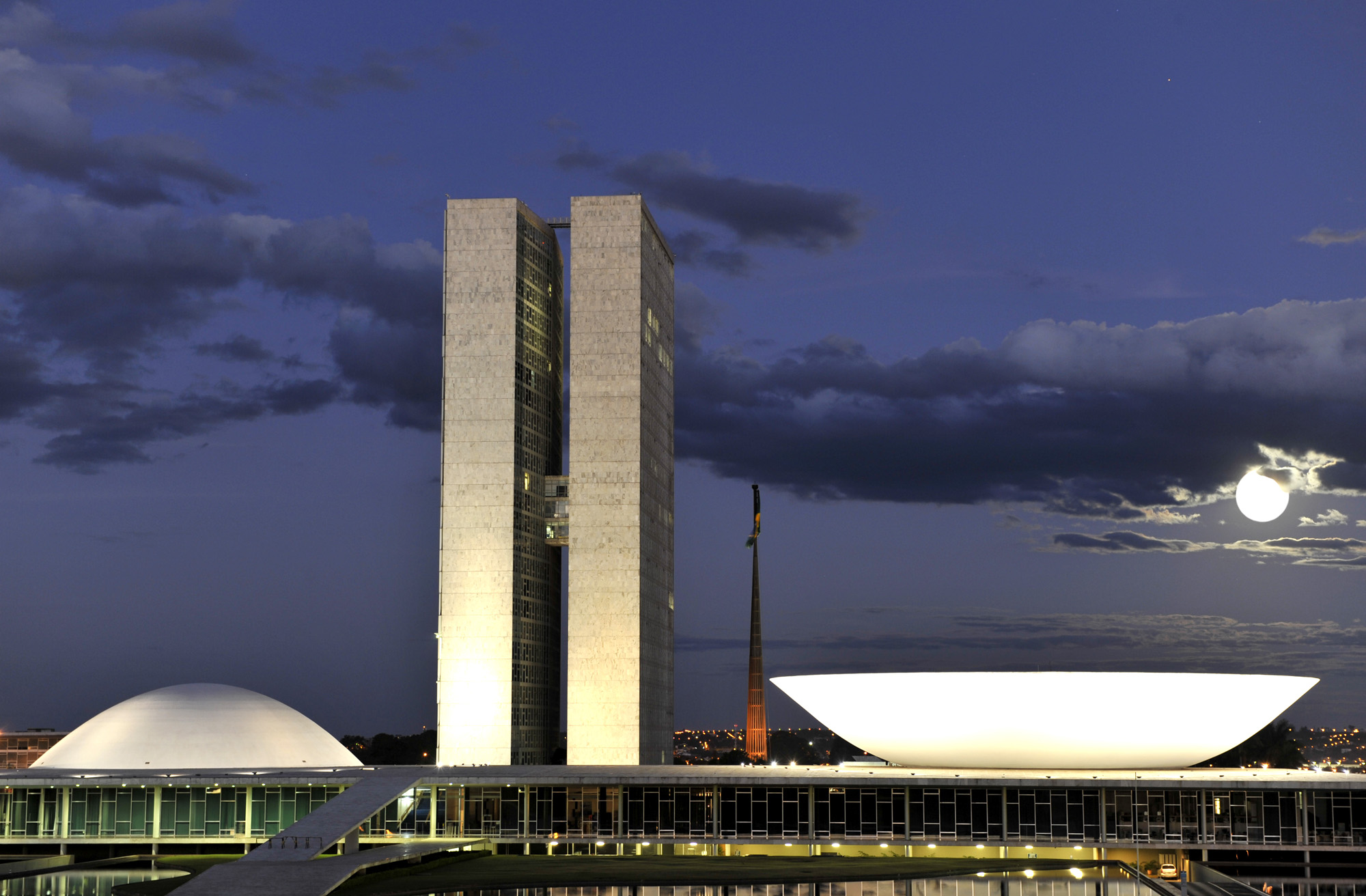
ساختمان کنگره ملی در شب
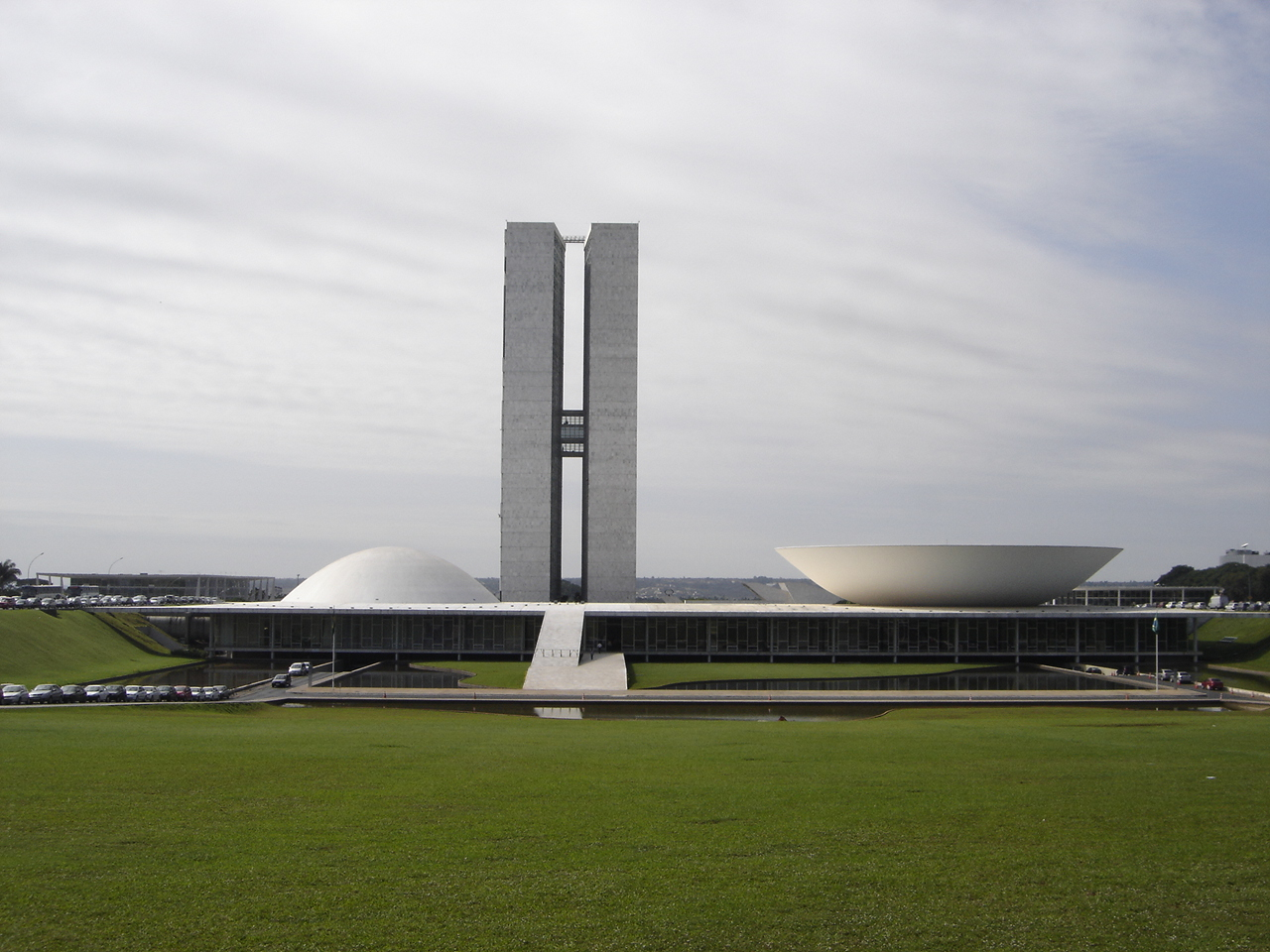
نمای جلو و چمن، برج‌های دوقلو را نشان می‌دهد.
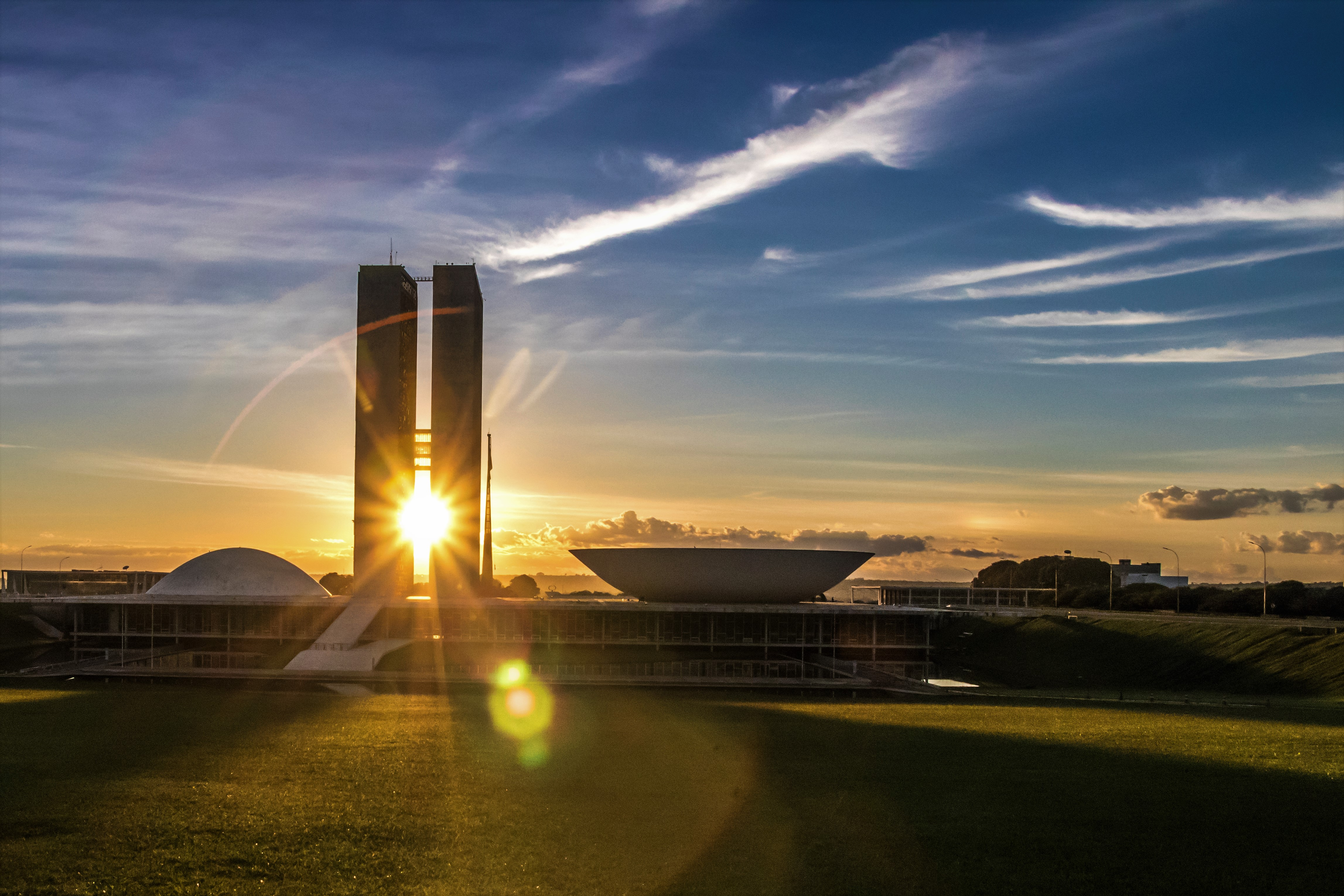
کنگره همانطور که از محور مونومنتال دیده می‌شود
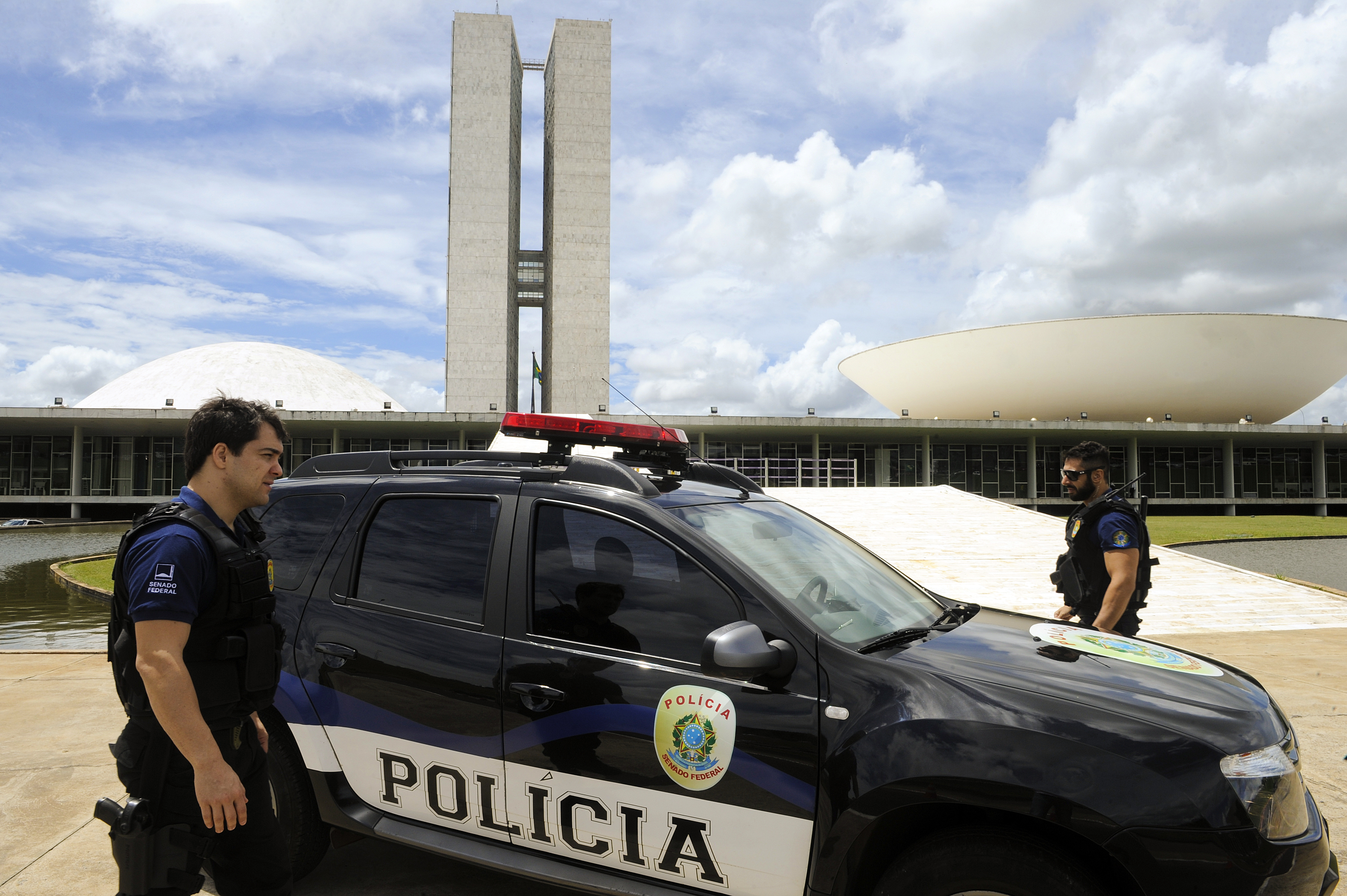
افسران پلیس قانونگذاری در خارج از ساختمان کنگره ملی.
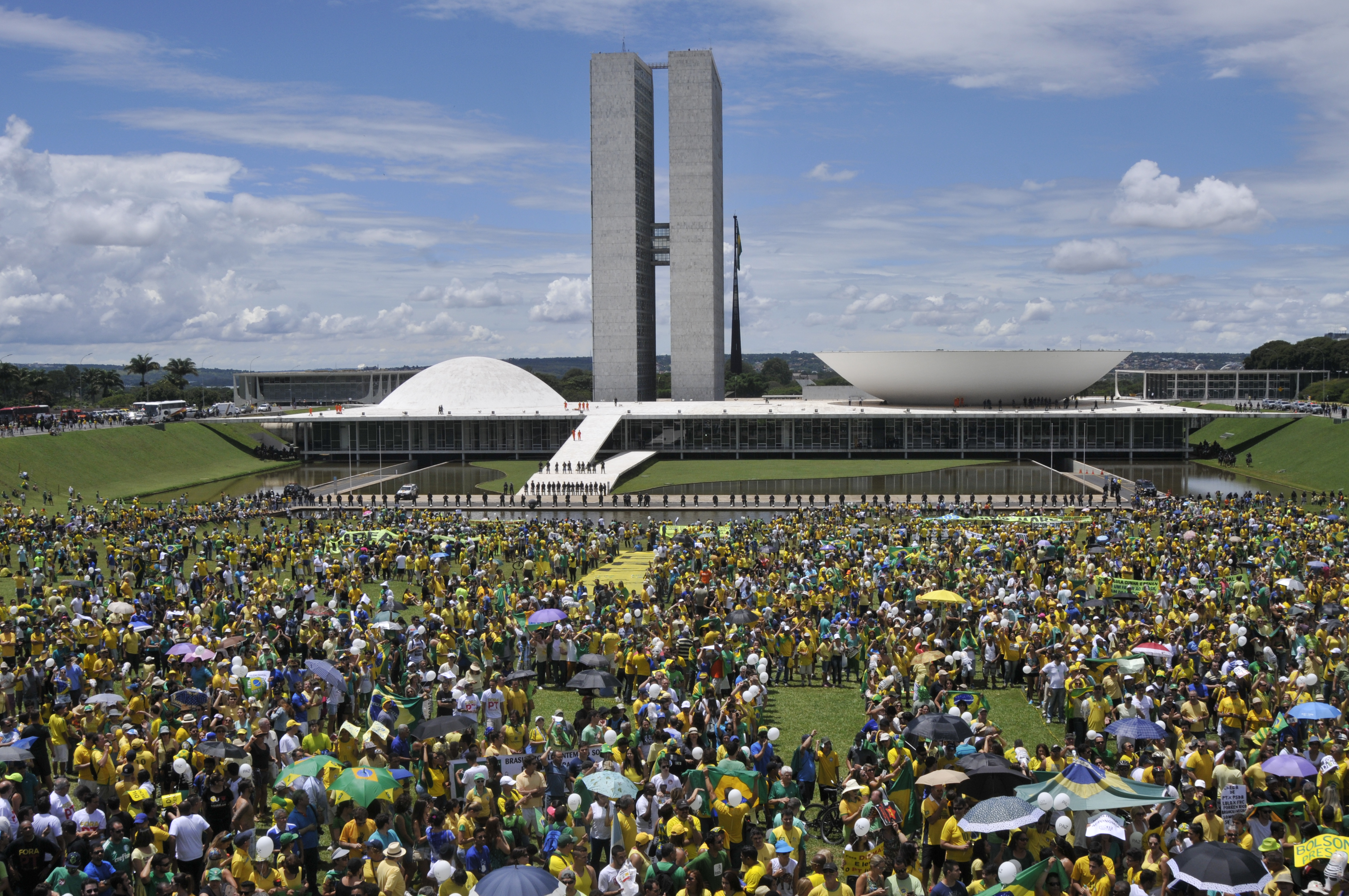
معترضان در جریان تظاهرات ضد دولتی در مقابل کنگره، ۱۳مارس ۲۰۱۶.